# Радовицкий
Радови́цкий (неофициальное название — Радовицкий Мох)
 — посёлок в Шатурском районе Московской области . Административный центр сельского поселения Радовицкое. Население — 1931 чел. (2010).
Основан в 1946 году как посёлок разработчиков торфяного массива Радовицкий Мох, обеспечивавшего топливом Шатурскую ГРЭС. C 1958 по 2004 годы имел статус рабочего посёлка. После прекращения добычи торфа и закрытия в 2008 году торфопредприятия «Радовицкий Мох» крупнейшим в посёлке предприятием является ЗАО «Радовицкий ДОЗ». На 2015 год Радовицкий имеет развитую инфраструктуру: в посёлке имеется средняя школа, детский сад, дом культуры, участковая больница и несколько предприятий торговли. День посёлка отмечается в третью субботу августа.

## Название
Первоначальное название — посёлок Центральный. В 1958 году был переименован в Радовицкий по названию расположенного рядом болотного массива Радовицкий Мох. Наименование болота связано с его местоположением близ села Радовицы, а термин «мох» означает «моховое болото».
Неофициальное и часто употребляемое название — Радовицкий Мох.

## Физико-географическая характеристика
Посёлок расположен на крайнем юго-востоке Подмосковья в пределах Мещёрской низменности, относящейся к Восточно-Европейской равнине, на высоте 127 метров над уровнем моря. По северо-западной границе поселка проходит граница с Рязанской областью. Рельеф местности равнинный. Со всех сторон посёлок окружён болотами и лесами. В 3 км к северо-западу от посёлка расположено озеро Сыльма. В окрестностях посёлка находятся два государственных природных заказника: «Озеро Сыльма с прилегающими лесами» и «Радовицкий мох».
В посёлке 12 улиц — Больничная, Клубная, Комсомольская, Лесозаводская, Мира, Парковая, Первомайская, Победы, Садовая, Советская, Спортивная, Центральная; 3 проезда — Пионерский, Садовый, Школьный; к посёлку приписано 25 садовых некоммерческих товариществ (СНТ).
Радовицкий — один из самых удалённых от Москвы населённых пунктов Подмосковья: расстояние по автомобильной дороге Р-105 до МКАД составляет около 163 км. До районного центра, города Шатуры, расстояние 75 км, до ближайшего города Спас-Клепики Рязанской области — 50 км. Ближайшие населённые пункты — деревни Обухово и Пруды, расположены в 7,5 км к северу от Радовицкого.
Посёлок находится в зоне умеренно континентального климата с относительно холодной зимой и умеренно тёплым, а иногда и жарким, летом. В окрестностях посёлка распространены торфянисто- и торфяно-подзолистые почвы, к югу и юго-западу от посёлка имеется большой массив торфяно-болотных почв на землях бывших торфоразработок.

## История

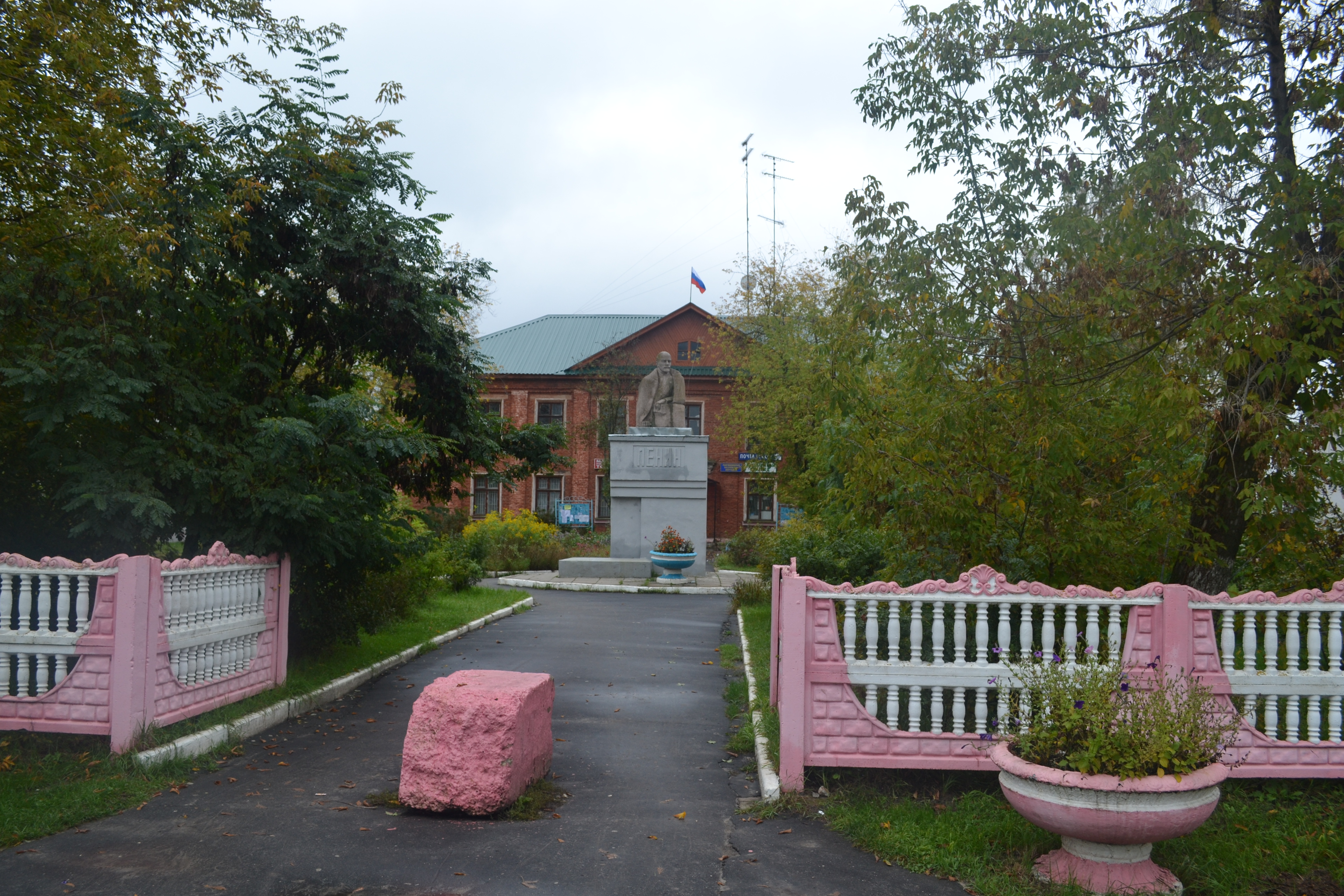
Администрация посёлка

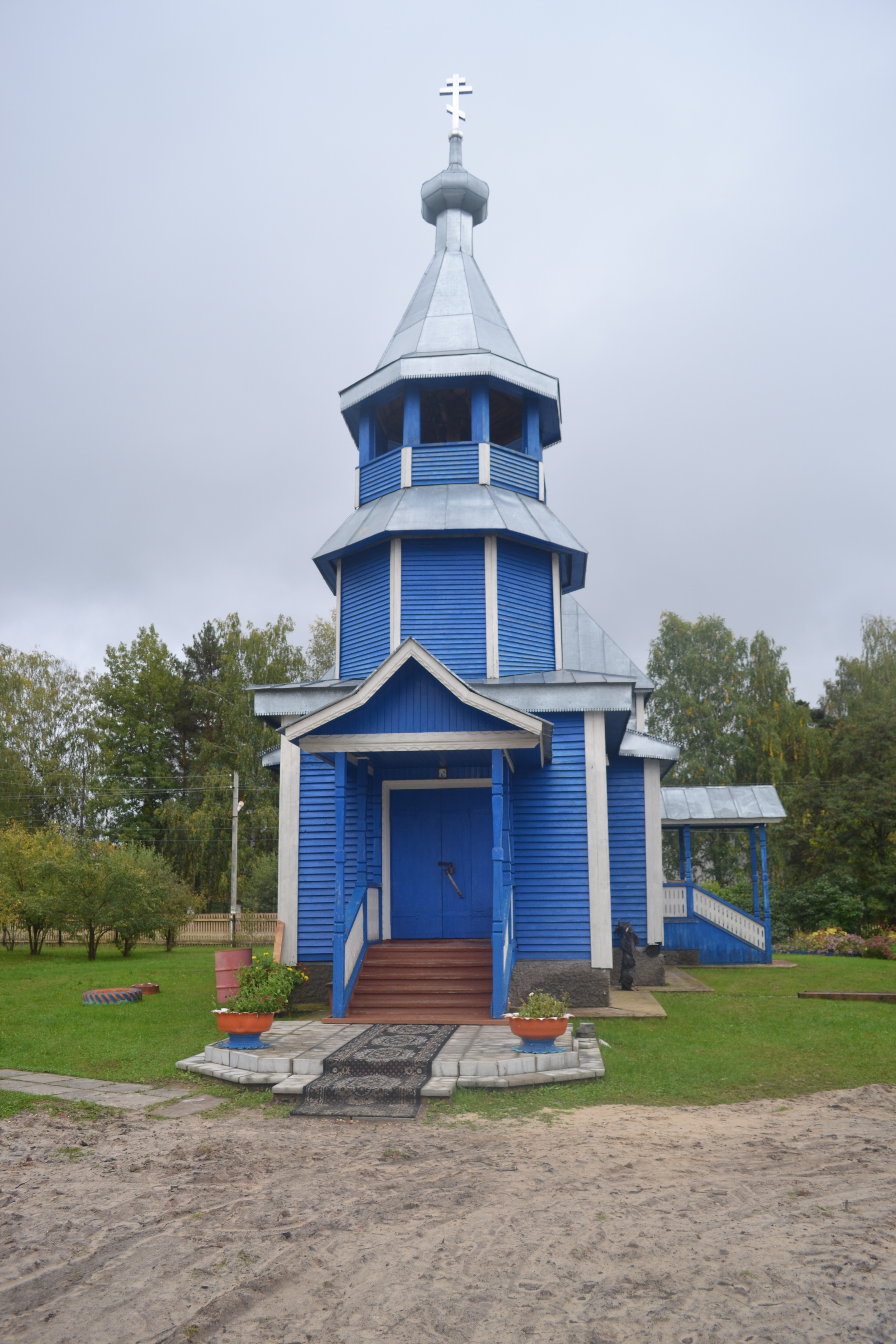
Храм в честь иконы Божией Матери Нечаянная Радость в посёлке Радовицкий

В 1932 году начались первые торфоразработки на болотном массиве Радовицкий Мох. После Великой Отечественной войны было образовано торфопредприятие «Радовицкий Мох». Предприятие вошло в объединение Шатурторф, созданное для обеспечения топливом Шатурской ГРЭС. При торфопредприятии в 1946 году возник посёлок Центральный. В последующие годы проводилось осушение болот и подготовка площадей для торфодобычи, а в 1952 году началась его промышленная разработка.
В новообразованном посёлке развивалась социальная инфраструктура: открылась средняя школа, библиотека, дом культуры; были построены больничный городок, котельная и электроподстанция. В 1958 году возникло ещё одно крупное предприятие посёлка — «Радовицкий ДОЗ» (деревообрабатывающий завод).
В 1958 году посёлок Центральный перешёл в юрисдикцию Московской области и одновременно был переименован в Радовицкий с присвоением статуса рабочего посёлка.
В 1980-х годах объём торфоразработок в Шатурском районе постепенно снижался, а в 1986—1989 годы был реализован проект «Реконструкция ГРЭС № 5 на сжигание газа», в результате чего торфопредприятие «Радовицкий Мох» стало убыточным и в 2008 году закрылось.
В 2000-м году в посёлке был построен деревянный храм иконы «Нечаянная Радость».
В 2004 году рабочий посёлок Радовицкий преобразован в посёлок Радовицкий и включён в состав Харлампеевского сельского округа в качестве административного центра округа. В 2005 году в результате очередной муниципальной реформы образовано сельское поселение Радовицкое, центром которого стал посёлок Радовицкий.
На 2012 год крупнейшим предприятием в посёлке и сельском поселении являлось ЗАО «Радовицкий ДОЗ».

## Население
| 1959 | 1970  | 1979  | 1989  | 2002  | 2006  | 2010  |
| ---- | ----- | ----- | ----- | ----- | ----- | ----- |
| 3471 | ↘3111 | ↘2751 | ↘2354 | ↘1903 | ↘1900 | ↗1931 |

Численность жителей посёлка: в 1959 году — 3471 чел. (1575 муж., 1896 жен.); в 1970 году — 3111 чел. (1456 муж., 1655 жен.); в 1979 году — 2751 чел. (1286 муж., 1465 жен.); в 1989 году — 2354 чел. (1068 муж., 1286 жен.); в 2002 году — 1903 чел. (847 муж., 1056 жен.).
По результатам переписи населения 2010 года в посёлке проживало 1931 человек (874 муж., 1057 жен.), из которых трудоспособного возраста — 1100 человек, старше трудоспособного — 605 человек, моложе трудоспособного — 226 человек.

## Социальная инфраструктура
В посёлке имеются несколько магазинов, дом культуры, библиотека и операционная касса отделения «Сбербанка России». Медицинское обслуживание жителей посёлка обеспечивают Радовицкая участковая больница и Шатурская центральная районная больница. Ближайшее отделение скорой медицинской помощи расположено в Дмитровском Погосте. В посёлке функционирует средняя общеобразовательная школа имени Героя Российской Федерации А. И. Баукина и детский сад № 27. Посёлок электрифицирован и газифицирован, имеется центральное водоснабжение.
В посёлке имеется футбольная команда «Сатурн».
Пожарную безопасность в посёлке обеспечивает пожарная часть № 293, а также пожарные посты в деревне Евлево (пожарная часть № 275) и в посёлке санатория «Озеро Белое» (пожарная часть № 295).

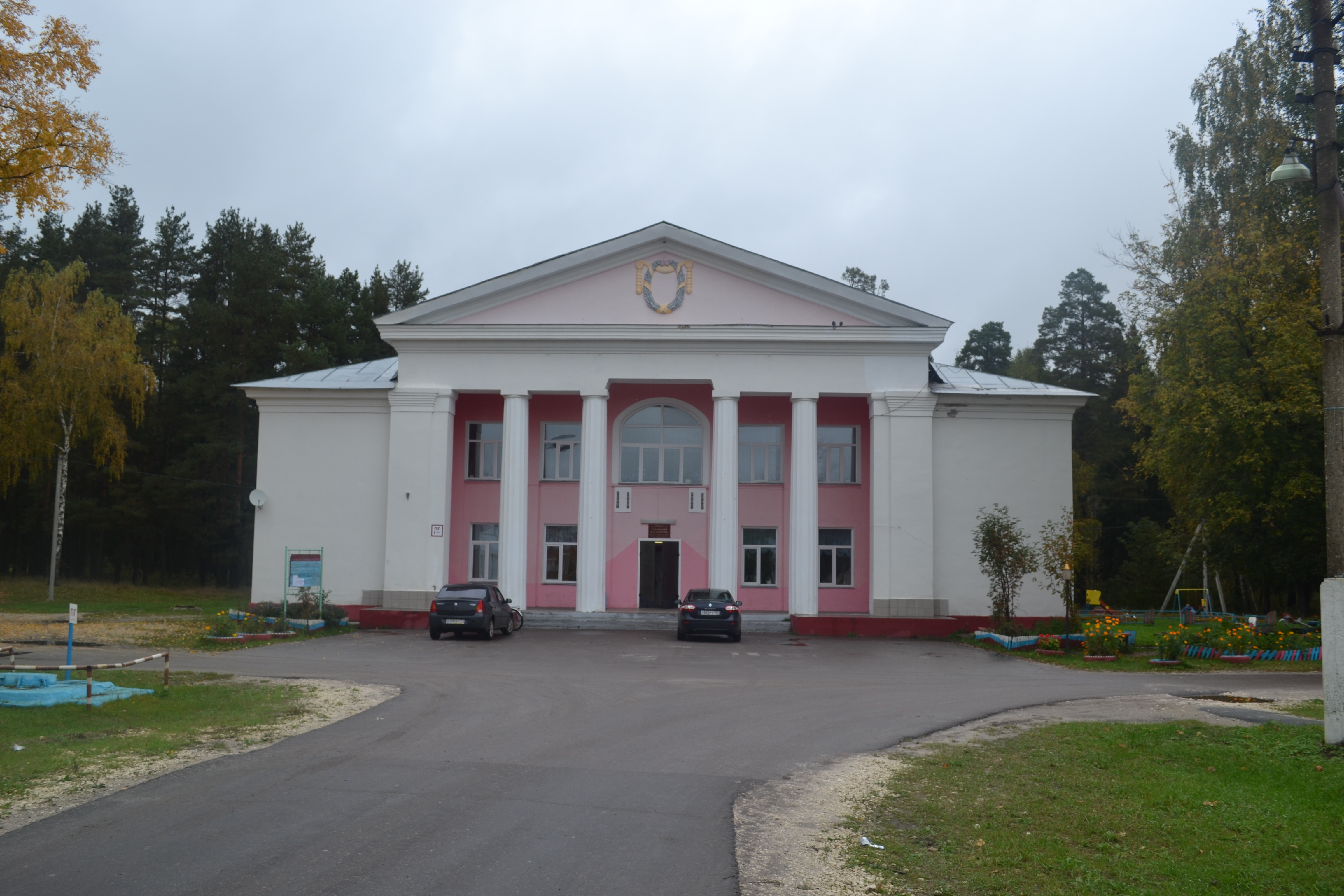
Дом культуры
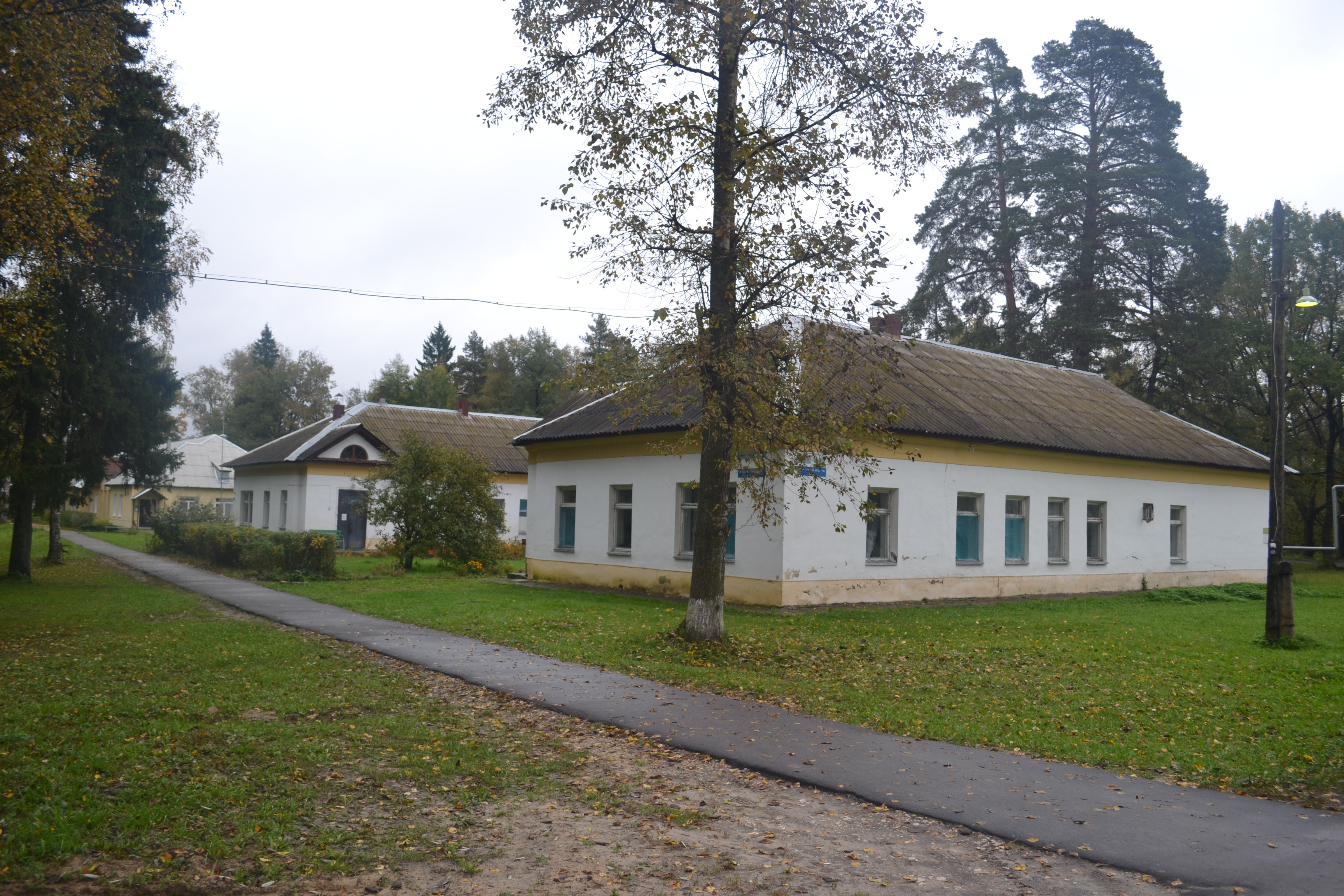
Радовицкая больница
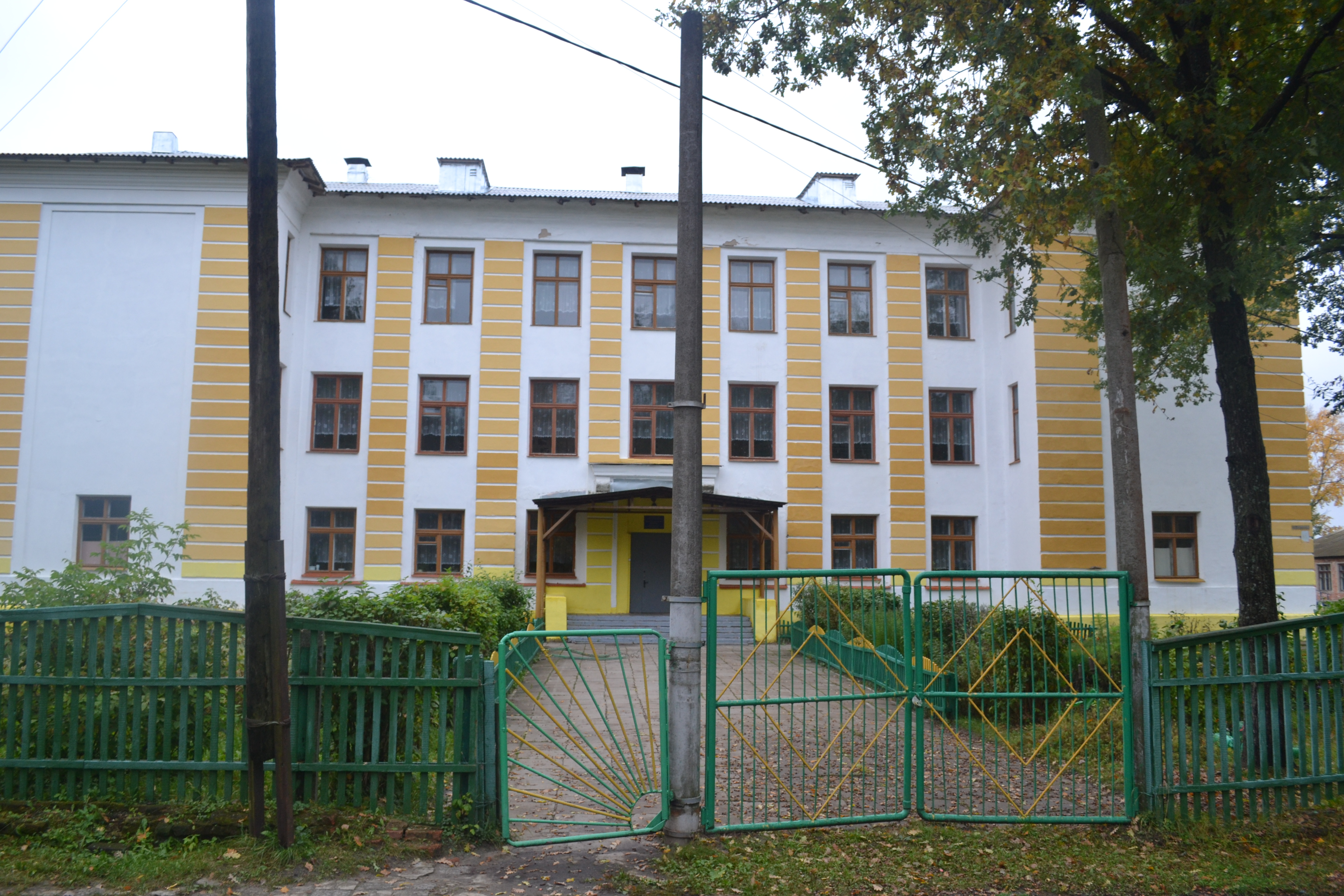
Школа

## Транспорт и связь
От посёлка до Егорьевского шоссе проложена асфальтированная автомобильная дорога общего пользования МЕТК-Подлесная-Радовицкий мох, протяжённостью 16,3 км. Посёлок связан автобусным сообщением с селом Дмитровский Погост (маршрут № 42), городом Егорьевском (маршрут № 67) и Москвой (маршрут № 332). Прямой автобусный маршрут, связывающий посёлок с районным центром городом Шатурой, отсутствует. Ближайшая железнодорожная станция Кривандино Казанского направления находится в 64 км по автомобильной дороге.
Ранее к посёлку подходила железнодорожная однопутная тепловозная линия широкой колеи длиной около 3 километров (ответвление от станции Сороковой Бор линии Сазоново — Пилево) без пассажирского движения. Имелась железнодорожная станция. Ответвление было разобрано в 1990-х годах. Кроме этого, в посёлке находилась станция Свежая торфовозной узкоколейной железной дороги Радовицкого ППЖТ. Станция и узкоколейная железная дорога были полностью разобраны в 2009 году.